# Dassault Falcon 900
Dassault Falcon 900 — тримоторний реактивний літак бізнес-класу французького виробництва компанії Dassault Aviation. Він і його більший брат Dassault Falcon 7X є єдиними триджетами, що активно виробляються. Обидва літаки вирізняються наявністю центрального S-двигуна.

## Розробка
Dassault Falcon 900 є розвитком літака Dassault Falcon 50, який сам є розвитком літака Dassault Falcon 20. Конструкція літака Falcon 900 включає композитні матеріали.
Подальшим розвитком стала вдосконалена модель літака Falcon 900B з вдосконаленими двигунами і збільшеною дальністю польоту, та Falcon 900EX з подальшим вдосконаленням двигунів і збільшенням дальності польоту і «скляною кабіною». Falcon 900C являє собою більш дешевий варіант Falcon 900EX і по суті є заміною Falcon 900B. Пізні версії Falcon 900EX з системою авіоніки «Enhanced Avionics System» (EASy) та Falcon 900DX. На EBACE 2008 року Dassault анонсувала чергову розробку на базі Falcon 900 — Falcon 900LX. Особливістю літака є вінглети високошвидкісного польоту розроблені компанією Aviation Partners Inc.. Аналогічні вінглети було розроблено для усієї серії Falcon 900 як комплект дооснащення з подальшою сертифікацією у 2011 році.
Ціна літака за попереднім замовленням: $18 млн - $40 млн.

## Експлуатація
Falcon 900 використовує Ескадрилья транспортування, тренування та калібрування, яка відповідає за перевезення співробітників французького уряду.

## Варіанти

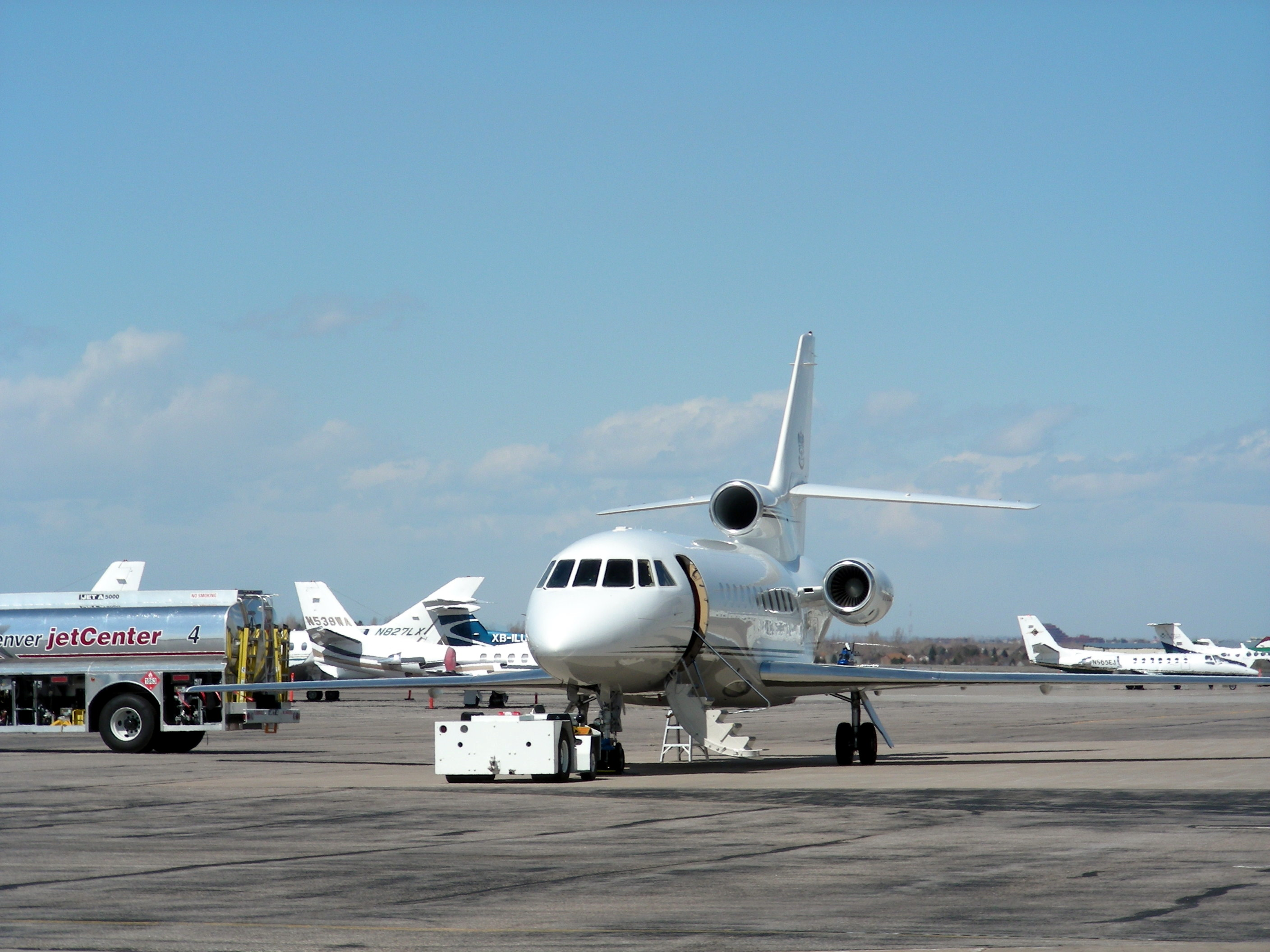
Dassault Falcon 900

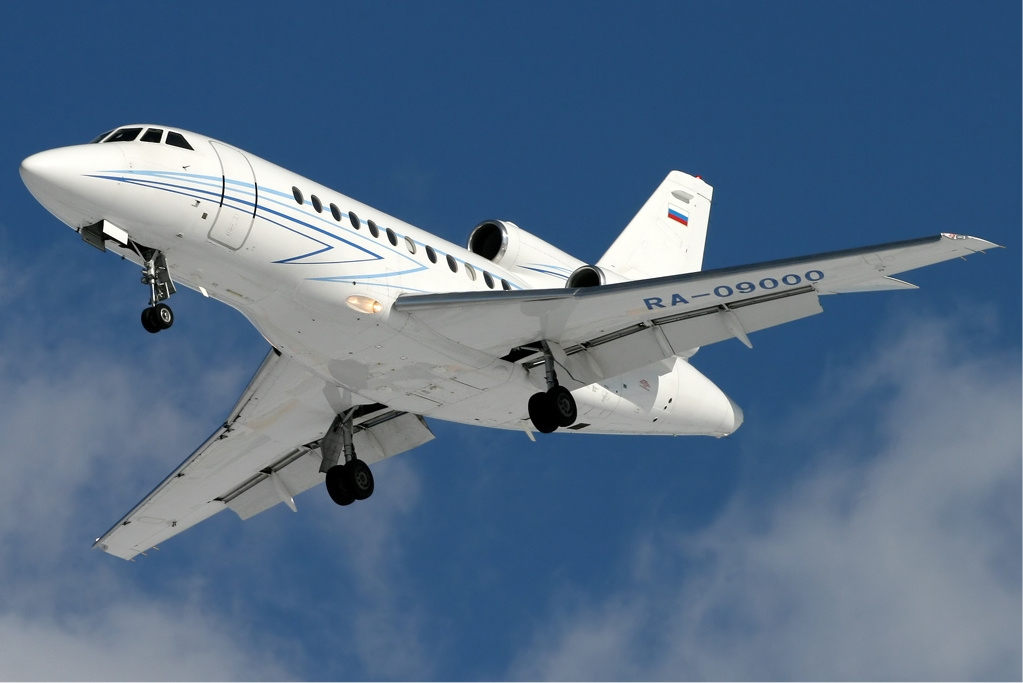
Dassault Falcon 900B

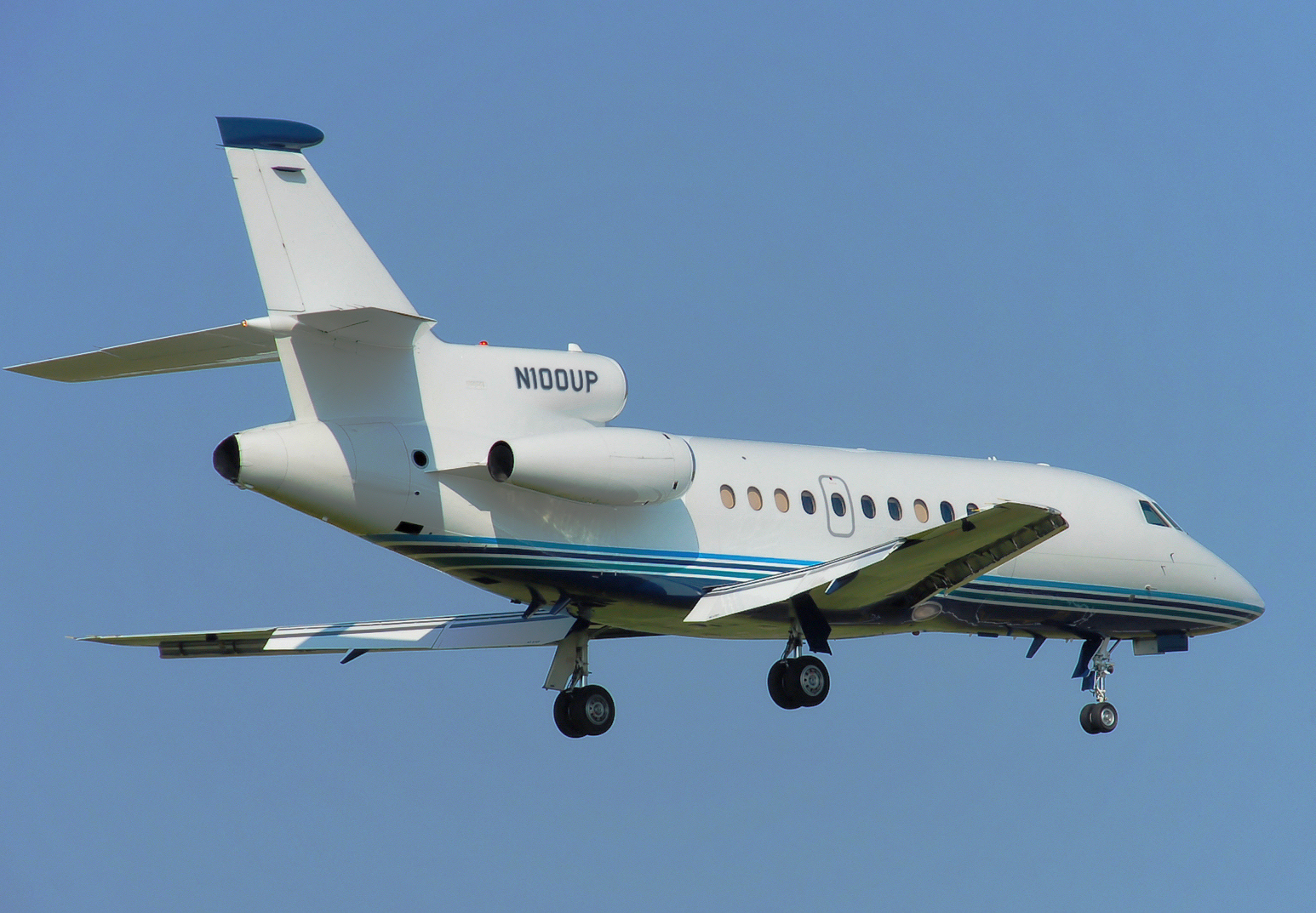
Dassault Falcon 900B під час приземлення У Бірмінгемі

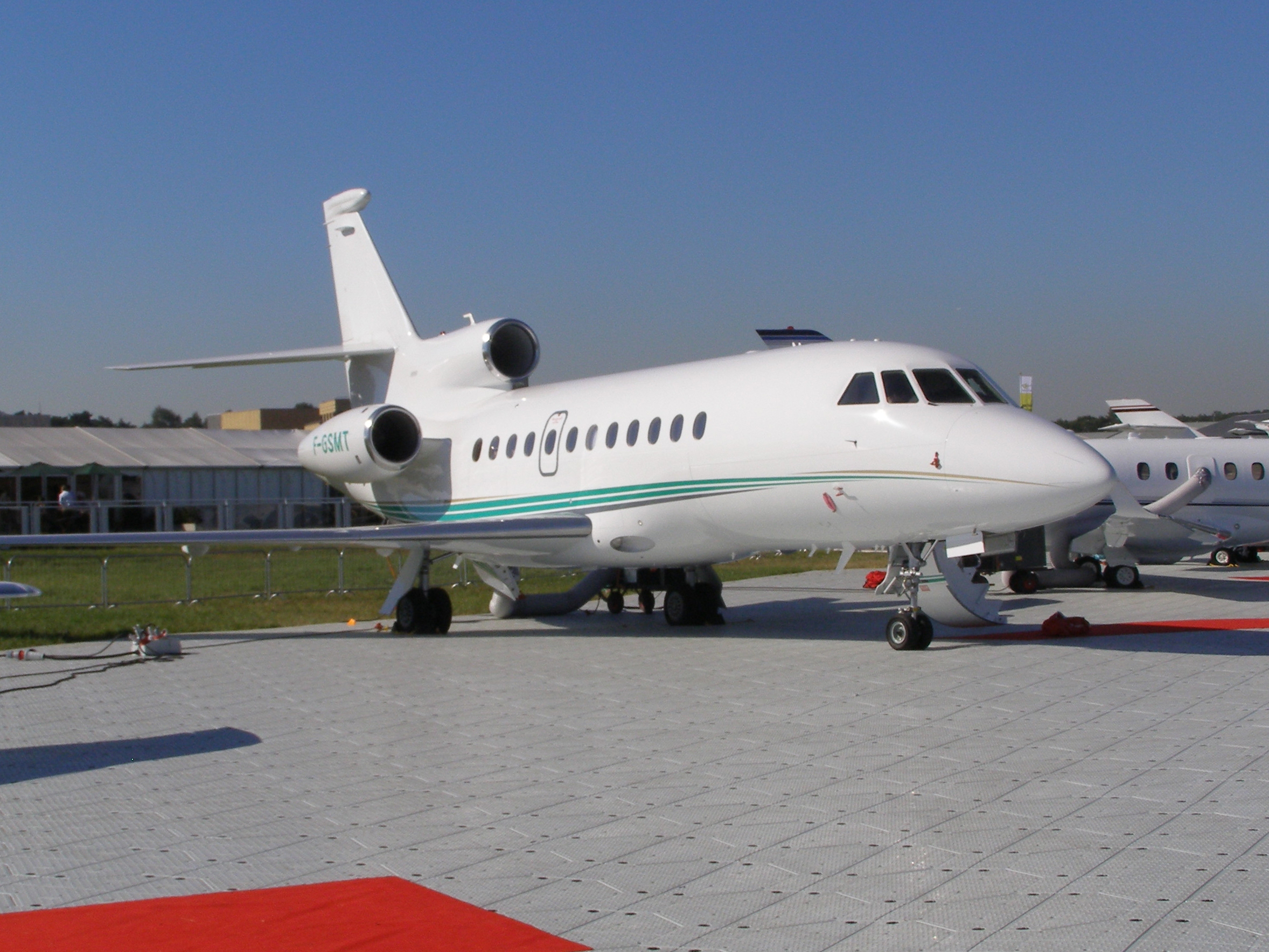
Dassault Falcon 900EX

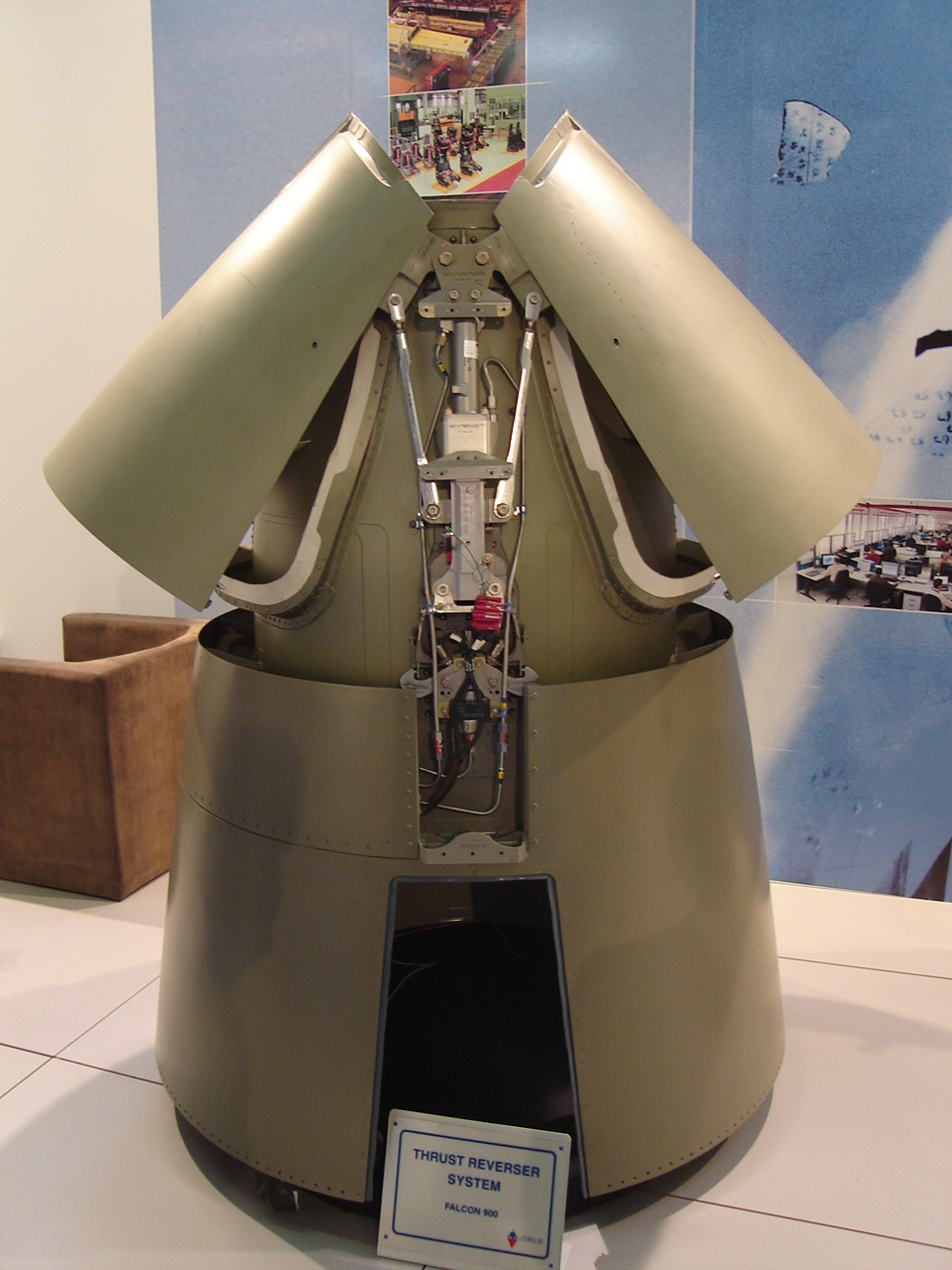
Система реверсної тяги Falcon 900

- Falcon 900 — перша модель літака, з трьома газотурбінними двигунами Garrett TFE731-5AR-1C[2].
- Falcon 900 MSA — морський патрульний варіант для Берегової охорони Японії. Оснащений пошуковим радаром та спеціальним люком для скидування рятівного спорядження[3].
- Falcon 900B — у виробництві з 1991[3]. оснащений двигунами TFE731-5BR-1C[4].
- Falcon 900EX — варіант для дальніх польотів з двигунами TFE731-60 і збільшеним запасом пального, що збільшує дальність польоту до 8 340 км (4 501 морських миль, 5 180 миль). Покращена авіоніка. Введений в експлуатацію в 1996 році[4].
- Falcon 900C — заміна літака Falcon 900B з покращеною авіонікою. Введений в експлуатацію в 2000 році[3][4].
- Falcon 900DX — літак середньої цінової ніші з двигунами TFE731-60[5].
- Falcon 900LX — вдосконалений варіант Falcon 900EX оснащений вінглетами компанії Aviation Partners Inc.. Збільшена дальність польоту 8 890 км (5 520 миль)[6].

## Оператори

### Цивільні оператори
Широкий спектр приватних власників, підприємств та невеликих авіакомпаній.

### Військові оператори
Алжир
- ВПС Алжиру

 Австралія
- Повітряні сили Австралії - п'ять літаків в експлуатації з 1989—2003.
  - 34 ескадрилья Королівських військово-повітряних сил Австралії

 Бельгія
- Повітряний компонент Бельгії

 Болівія
- ВПС Болівії

 Франція
- ВПС Франції

 Габон
- ВПС Габону

 Німеччина
- Федеральна розвідувальна служба Німеччини

 Італія
- ВПС Італії

 Японія
- Управління морської безпеки Японії

 Малайзія
- Королівські військово-повітряні сили Малайзії

 Намібія
- ВПС Намібії

 Нігерія
- ВПС Нігерії

 Росія
- Президент Російської Федерації

 ПАР
- ВПС Південної Африки

 Іспанія
- ВПС Іспанії

 Сирія
- ВПС Сирії

 ОАЕ
- ВПС Об'єднаних Арабських Еміратів

 Венесуела
- ВПС Венесуели

## Технічні характеристики

### Dassault Falcon 900B
Джерело: Brassey's World Aircraft & Systems Directory
Основні характеристики
- Екіпаж: 2 людини
- Пасажиромісткість: 19 пасажирів
- Довжина: 20,21 м (66 футів 4 дюйми)
- Висота: 7,55 м (24 футів 9 ½ дюймів)
- Розмах крила: 19,33 м (63 футів 5 дюймів)

- Площа крила: 49 м² (527 м²)
- Максимальна злітна маса: 20 640 кг (45 503 фунтів)
- Силова установка: 3 × газотурбінних Honeywell TFE731-5BR-1C
- Тяга: 3 × 21,13 кН (4 750 фунтів)

Льотні характеристики
- Максимальна швидкість: 0,84-0,87 Маха
- Крейсерська швидкість: 950 км/год, (513 вузлів, 590 миль/год) на 36 000 футів (10970 м) (0,85 Маха)
- Бойовий радіус: 7 400 км (3 995 морських миль, 4 598 миль) (з 7-ма пасажирами)